# Wakefield (Michigan)
Wakefield – miasto w Stanach Zjednoczonych, w stanie Michigan, w hrabstwie Gogebic.